# أبو تغلب الحمداني
أبو تغلب فضل الله الغضنفر بن الحسن بن أبي الهيجاء عبد الله بن حمدان أخر أمراء الدولة الحمدانية في الموصل وصل إلى سد الإمارة سنة 356 هـ، قُتل سنة 367 هـ من قبل الفاطميين وبذلك أنتهت الدولة الحمدانية.